# Uboldo
Uboldo (lombardul: Übold vagy Ambold) település Olaszországban, Varese megyében. Lakosainak száma 10 816 fő (2023. január 1.). Uboldo Gerenzano, Origgio, Rescaldina, Saronno és Cerro Maggiore községekkel határos.

## Népesség
A település népességének változása:
| Lakosok száma | 10 582 | 10 565 | 10 816 |
|               | 2017   | 2018   | 2023   |